# Distintivos de grado de Carabineros de Chile
Los distintivos de grado de Carabineros de Chile son los emblemas oficiales que utilizan los integrantes de la policía uniformada de Chile. 
Carabineros de Chile tiene un origen castrense derivado de los Antiguos Cuerpos de Caballería del Ejército. Debido a esto, suele tener mucha coincidencias o similitud con los grados jerárquicos y orgánica de las Fuerzas Armadas.
Sin perjuicio de los distintivos y condecoraciones especiales otorgados por mérito, conforme al artículo 6° de su Ley Orgánica Constitucional, la N.º 18961, los grados y escala jerárquica del Personal de Carabineros de Chile es la siguiente:

## Personal de Nombramiento Supremo u oficiales
Los oficiales, surgidos de los cadetes de la Escuela de Oficiales de Carabineros, en la fraseología interna de la institución reciben la denominación de «personal de nombramiento supremo» (P.N.S.) porque sus nombramientos, ascensos y retiros se autorizan formalmente mediante un decreto supremo firmado por el Presidente de la República.
| Grado |
| Oficiales generales |
| - General director de Carabineros (sólo existe uno y es el director general de la Institución, por ende la autoridad máxima de la policía uniformada) |
| - General inspector de Carabineros (el general inspector de mayor antigüedad ostenta el cargo de subdirector de la Institución)                       |
| - General de Carabineros |
| Oficiales Superiores |
| - Coronel Inspector |
| - Coronel |
| Oficiales Jefes |
| - Teniente coronel |
| - Mayor |
| |
| - Capitán |
| - Teniente |
| - Subteniente |
| - Aspirante a oficial |

### Distintivos
| Rango                                     | Generales                       | Generales                        | Generales              | Oficial Superior       | Oficial Jefe     | Oficial Jefe         | Oficial Subalterno     | Oficial Subalterno      | Oficial Subalterno         |
| ----------------------------------------- | ------------------------------- | -------------------------------- | ---------------------- | ---------------------- | ---------------- | -------------------- | ---------------------- | ----------------------- | -------------------------- |
| Blusa Blusón y Capote en Generales        |                                 |                                  |                        |                        |                  |                      |                        |                         |                            |
| Camisa Casaca Operativa Impermeable Parka |                                 |                                  |                        |                        |                  |                      |                        |                         |                            |
| Capote                                    |                                 |                                  |                        |                        |                  |                      |                        |                         |                            |
| Blusón                                    |                                 |                                  |                        |                        |                  |                      |                        |                         |                            |
| Campaña                                   |                                 |                                  |                        |                        |                  |                      |                        |                         |                            |
| Grado                                     | General Director de Carabineros | General Inspector de Carabineros | General de Carabineros | Coronel de Carabineros | Teniente Coronel | Mayor de Carabineros | Capitán de Carabineros | Teniente de Carabineros | Subteniente de Carabineros |
| Abreviatura                               | GRD                             | GRI                              | GRL                    | CRL                    | TCL              | MAY                  | CAP                    | TTE                     | STE                        |

## Personal de Nombramiento Institucional o suboficiales
Los suboficiales y tropa, que se forma separados de los aspirantes a oficiales en una Escuela de Formación Policial, en «grupos de formación» en diversas provincias y una Escuela de Suboficiales, reciben la denominación interna de «personal de nombramiento institucional» (P.N.I.) porque sus destinaciones, ascensos y retiros son una atribución legal del General Director de Carabineros, cuya firma formaliza estas decisiones en una «resolución exenta». Coincidiendo con la práctica común de las fuerzas armadas chilenas, las carreras de oficial y suboficial son excluyentes, no estando contemplada la posibilidad de que un suboficial ascienda a un rango de la oficialidad, pudiendo —en casos extraordinarios— terminar sus carreras con el rango especial de «suboficial mayor».
Grados
- Suboficial mayor
- Suboficial
- Sargento 1.º
- Sargento 2.º
- Cabo 1.º
- Cabo 2.º
- Carabinero
- Carabinero alumno

### Distintivos
| Rango                                                                  | Suboficial Mayor | Suboficial | Suboficial  | Clase       | Clase   | Clase   | Clase      |  |
| ---------------------------------------------------------------------- | ---------------- | ---------- | ----------- | ----------- | ------- | ------- | ---------- |  |
| Blusa Capote Blusa en Carabinero                                       |                  |            |             |             |         |         |            |  |
| Camisa Casaca Operativa Impermeable Parka Blusón en Sargentos y Clases |                  |            |             |             |         |         |            |  |
| Blusón                                                                 |                  |            |             |             |         |         |            |  |
| Campaña                                                                |                  |            |             |             |         |         |            |  |
| Grado                                                                  | Suboficial Mayor | Suboficial | Sargento 1º | Sargento 2° | Cabo 1º | Cabo 2° | Carabinero |  |
| Abreviatura                                                            | SOM              | SOF        | SG1         | SG2         | CB1     | CB2     | CRO        |  |